# República Democrática Popular da Etiópia
A República Democrática Popular da Etiópia (RDPE) foi a Etiópia entre 1987 e 1991, tal como estabelecido pelo regime comunista de Mengistu Haile Mariam, do Partido dos Trabalhadores da Etiópia. O Derg foi dissolvido e estabeleceu-se um regime de partido único, embora alguns oficiais ex-Derg tenham permanecido nos seus cargos de dirigente.
O regime terminou em 1991, quando Mengistu fugiu da Etiópia e as forças paramilitares da Frente Revolucionária Democrática Popular Etíope entraram em Adis Abeba.

## Presidentes
- Mengistu Haile Mariam (10 de setembro de 1987 – 21 de maio de 1991)
- Tesfaye Gebre Kidan (substituto) (21 de maio de 1991 – 28 de maio de 1991)

## Primeiros-ministros
- Fikre Selassie Wogderess (10 de setembro de 1987 – 8 de novembro de 1989)
- Hailu Yimenu (substituto) (8 de novembro de 1989 – 26 de abril de 1991)
- Tesfaye Dinka (substituto) (26 de abril de 1991 – 6 de junho de 1991)